# فيصل بنجال
فيصل بنجال (6 يناير 1995 بشيمويو في موزمبيق - ) هو لاعب كرة قدم موزمبيقي في مركز مهاجم ‏. شارك مع منتخب موزمبيق لكرة القدم. أما مع النوادي، فقد لعب مع أتالانتا ونادي أسكولي وAC Tuttocuoio 1957 San Miniato ‏ وASD Victor San Marino ‏.

## روابط خارجية
- فيصل بنجال على موقع قاعدة بيانات كرة القدم.إي يو (الإنجليزية)
- فيصل بنجال على موقع ناشيونال فوتبول تيمز (الإنجليزية)
- فيصل بنجال على موقع Soccerway.com (الإنجليزية)